# デーモンバスターズ 〜えっちなえっちなデーモン退治〜
『デーモンバスターズ 〜えっちなえっちなデーモン退治〜』（デーモンバスターズ えっちなえっちなデーモンたいじ）は、2014年10月31日にMOONSTONE Cherryより発売された18禁美少女アドベンチャーゲーム。

## ストーリー
ある日、主人公の黒峰耕は風紀委員として放課後の見回中にデーモンに襲われる。そこへデーモンバスターを自称する木乃香とリゼラの2人の少女に救けられ、デーモン退治に参加するように懇願され、参加する。
どのストーリーでも「ボスデーモン」（ラストボス）が登場するが、ルートによって姿や性格、特殊能力が異なる。
また、ストーリー中に「ジョジョ」「北斗の拳」「ドラゴンクエスト」のパロディ(名言)が多く見られる

## エンディング
愛ルート
主人公たちは手下から「姐さん」と慕われる女性型のデーモンと対峙する。このデーモンは主人公を人質に取り優勢になるが、某サイヤ人のように怒りで戦闘力がはね上がった愛には敵わなかった。
リゼラルート
主人公たちはナマズ型のデーモンと対峙する。
性格はおっとり。このデーモンは物理攻撃が効かないが、化学属性の攻撃は効くため3階の窓から校庭へ突き落とし、リゼラの特性爆弾で消滅される。
かれんルート
主人公たちはヘビ型のデーモンとの激戦を繰り広げる中ピンチに陥るが、
土壇場でかれんと主人公が覚醒し、
かれんはコンタクト無しでもデーモンを見ることができるようになる

主人公も同様に覚醒し、デーモンを素手で殴り蹴散らしていく

最後は主人公とかれんの連携でトドメを刺す。
木乃香ルート
主人公たちはタコ型のデーモンと対峙する。このデーモンは他人の思考や秘密を読めるため、秘密（性的な内容）を暴露するという精神攻撃を行う。
特殊性癖を暴露されて主人公は動揺してしまうが、主人公の性癖を受け入れた木乃香と主人公の連携に敗れる。
とも子ルート
主人公たちは霧型のデーモンと対峙する。このデーモンは物理も爆弾も一切効かないが、主人公ととも子の近親相姦に満足し、消滅した。

## 登場人物
黒峰 耕 （くろみね こう）
2年生で職務に忠実で風紀委員の副会長を務める。
デーモンの欲エネルギー吸収ができる「吸魔師」の能力を持つ。
静 木乃香（しず このか）
声 - 早瀬ゃょぃ
デーモンバスターズのまとめ役で潔癖症だが、心を許した相手に対してはかわいく乱れる。
ヒロイン内で唯一の「常識人」兼「胃痛キャラ」枠。ただしリゼラルートのみ、「胃痛」枠を主人公に押し付ける。ストーリー内ではデーモンとの戦闘だけでなくメンバーへのつっこみを行う。
過去に、リゼラからデーモンに助けられたこともあり、リゼラのことは「先生」と呼んで慕っており、マンションの一室を借りて同棲する。
本人は「困っている人を見捨てられず、助けたい」という思いでこの仕事をやっている。

リゼラ （ヴェルブリンスキ・リゼラエシュカ・美樹本）
声 - 柚原みう
水色の髪の毛で貧乳。アイテム発明やデーモン退治の実績により “天才” と称されている。
北国出身（木之香によれば、アメリカよりも北でロシアよりも西辺りの国。祖母は日本人）。
爆弾や謎の卑猥な薬など「危険な発明品」を発明することが多い。
さらに金銭面に困っていることもあり、発明品を開発するたびに協会に売り付けようとする。
そのため協会からは「欧州の爆弾魔」とも呼ばれている。
また、幼少期に日本に来たことがあるため、オタク文化に明るく、作中では「経験値」「大ボス」などメタフィクション的な発言をしたりする。
性格に難があり、時折ドぎついブラックジョークや発明品などで周囲を振り回すが、大抵は木之香に全力で止められる。

貧乳、ツンデレ属性

仲姫 かれん （なかひめ かれん）
声 - 中家志穂
風紀委員の後輩で一年生。積極的に主人公に迫る。
天然で、敵の言った内容を信じるといった、少し抜けたところがある。運動も苦手であり、剣を振るったときに誤って自分の部屋の壁を傷つけることもある。
甘いものが好きだが、体型をかなり気にしている。蛇が苦手である。
最初は性的な方面には疎く、常に怯えて頼りないが、デーモンを攻略し、リゼラたちに感化されていろいろな意味でデーモンに引けを取らない（意味深）戦士になっていく。

陽名田 愛 （ひなた あい）
声 - 御苑生メイ
風紀委員会の会長をしている1つ年上の幼馴染。
主人公の家の隣に在住している自称「お姉ちゃん」。回りの目を気にせずに突然主人公に抱きつき、戦闘中にもかかわらず駅前のスイーツ店の話や下品なギャグを言う。
昔は主人公の父と一緒にもぐりのデーモンバスターズとして活動していた。 怒ると戦闘力が上がる。

黒峰 とも子 （くろみね ともこ）
声 - 鶴屋春人
1年生で耕の妹。かれんとは同じクラスで、家事から掃除まで何でもできる。パッケージ版の予約特典CDROM収録のファイルを適用することで攻略できるようになる。
とも子ルートでは、主人公への愛を爆発させるあまりにどんどん壊れていき、裸エプロン、ブラックボックス弁当などの奇抜な行動をとる。
　最終的にはデーモンと結託して主人公たちと対峙するが…？

## スタッフ
- キャラクターデザイン/原画 - 伊東ライフ
- シナリオ - 篁葉月、水瀬拓未、和泉万夜
- 音楽 - 天ヶ咲麗、iyuna